# Anicetus nyasicus
Anicetus nyasicus är en stekelart som först beskrevs av Compere 1938.  Anicetus nyasicus ingår i släktet Anicetus och familjen sköldlussteklar. Inga underarter finns listade i Catalogue of Life.